# 왕가의 문장
《왕가의 문장》(王家の紋章 오케노 몬쇼[*])은 호소카와 치에코와 그의 동생 후민이 창작한 만화이다. 아키타 쇼텐의 소녀 만화 잡지 《프린세스》에 1976년부터 현재까지 연재되고 있다. 일본 단행본은 현재 70권까지 발행되었다. 1991년에 제36회 쇼가쿠칸 만화상을 수상하였다.
대한민국에서는 1981년에 내용을 도용한 《나일강의 소녀》라는 소설로 소개되었고, 《나일강이여 영원히》란 제목으로 해적판 만화가 출판되었다. 《신의 아들 람세스》 또는 《태양의 아들 람세스》라는 제목으로도 해적판 만화가 나온 적이 있다.
한국어판은 2010년 12월 24일부터 알에이치코리아에서 발매되었다.